# Ludovico Urbani

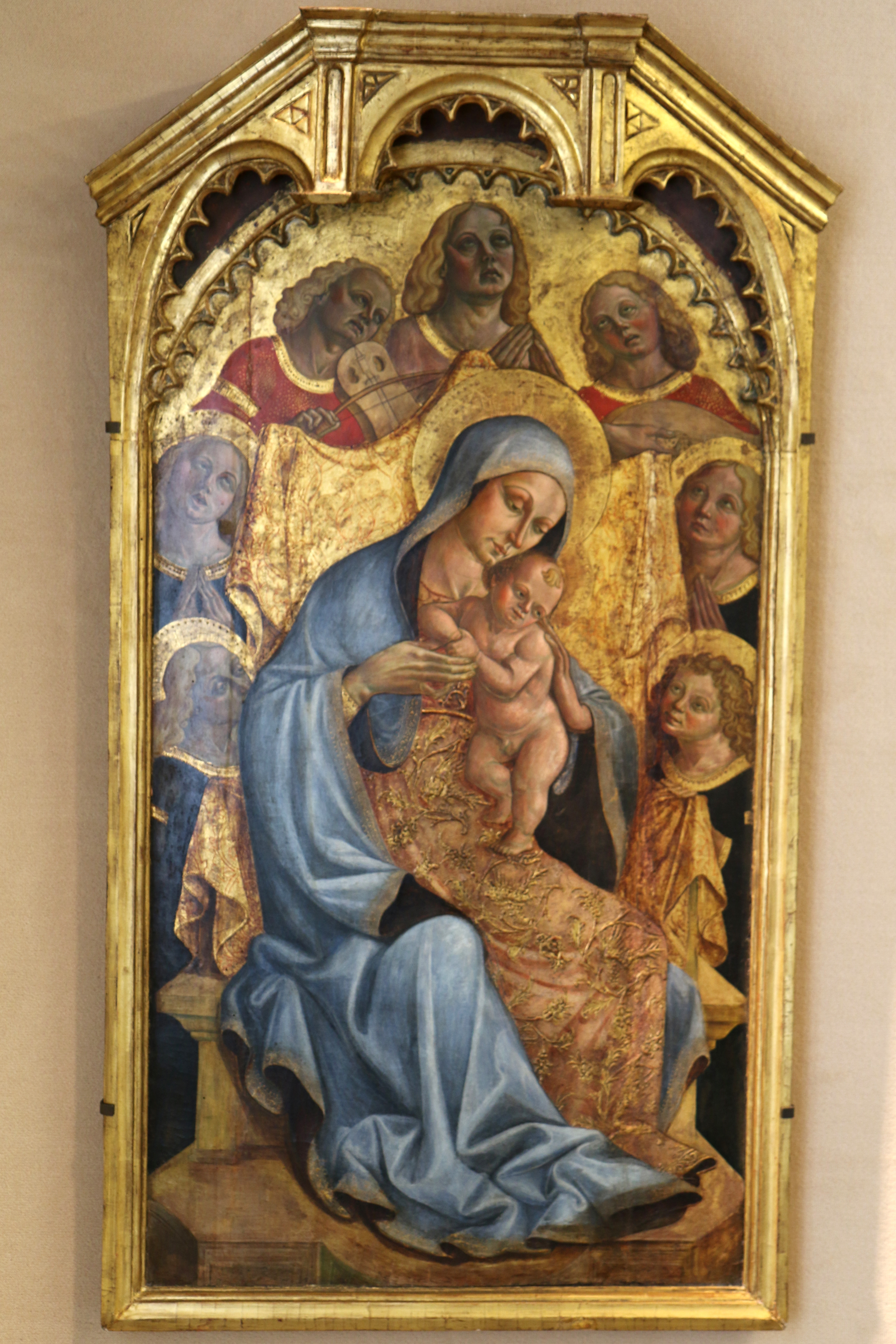
Madonna con bambino in trono e sette angeli, circa 1480, tempera e oro su legno, Avignone, Musée du Petit Palais

Ludovico Urbani (San Severino Marche, ... – ...; fl. 1460 - 1498) è stato un pittore italiano attivo principalmente nelle Marche nel secondo Quattrocento. La sua figura è legata alla corrente crivellesca, ma si distingue per una cifra stilistica personale e autonoma che lo rende uno degli interpreti più interessanti della pittura marchigiana del tempo.

## Biografia,
Nativo di San Severino Marche, è citato nei documenti con il nome Ludovicus Iohannis Urbani Marcutii de Sanctoseverino. Conterraneo dei Salimbeni ma di una generazione più tardo, fu attivodal 1460 e si sviluppa fino alla fine del secolo, con particolare intensità nelle aree di Recanati, San Severino Marche, Treia, Montecassiano, Ancona, Macerata e Potenza Picena. 
Tra il 1460 e il 1466 fu coinvolto in numerosi processi per ingiurie, risse, percosse e altri episodi di natura violenta, delineando una personalità turbolenta ma socialmente inserita nel tessuto cittadino. Nel 1465 gli fu commissionata la decorazione di un’arma nel torrione di porta San Lorenzo a San Severino Marche. 
Nel 1469 eseguì uno stendardo per Treia (opera oggi perduta). Nel 1472 risulta affittuario di un terreno; nel 1475 ottenne la cittadinanza recanatese e nel 1477 fu incaricato di realizzare una cona per l’altare maggiore della chiesa di Santa Maria in Piazza a Recanati.
Nel 1492 è ancora documentato a Montecassiano, indicato come “habitator civitatis Recanati”. Dopo la morte (avvenuta presumibilmente tra il 1492 e il 1498), viene ancora ricordato in documenti notarili per opere compiute “in terra Sancti Severini quam in civitate Rachaneti”.

## Stile e influenze
Urbani è stato influenzato da Carlo Crivelli, come evidenziato dalla sua pittura caratterizzata da un forte senso decorativo, linee marcate e dettagli naturalistici. Tuttavia, la sua opera presenta anche elementi di originalità, con una sensibilità emotiva e una composizione spaziale che lo distinguono nel panorama artistico marchigiano. La sua produzione si inserisce in un contesto di transizione, dove le tradizioni gotiche si mescolano con le innovazioni rinascimentali. A Federico Zeri spetta la ricostruzione della personalità di questo pittore rimasto fino a poco fa quasi nell'ombra, ma che è invece un notevole rappresentante della corrente pittorica marchigiana oscillante fra correnti locali, sollecitazioni umbre e influenze crivellesche. Le sue manifestazioni presenta spesso, un'emotività e un carattere non facile da cogliere in quanto fuori della norma del tempo, come accade anche per i Salimbeni.

## Opere
- Crocifissione di Cristo, (1470-1480) scomparto centrale di trittico, ex Chiea di Sant'Antonio Abate Matelica; ex collezione G.P. Campana; ex Musée d'Unterlinden, Colmar; Musée du Petit Palais, Avignone[1]
- Madonna con Bambino e angeli, (1470-1480), scomparto di polittico, tavola, cm 114 × 70, ex Cattedrale di S. Flaviano, Recanati; ex Collezione G.P. Campana, Roma (Lazio, Italia); ex Musée Municipal Frédéric Blandin, Nevers; Musée du Petit Palais, Avignone[2]
- Madonna con Bambino in trono e angeli, (1460-1493), tavola, cm 50 × 35, ex E. Moratilla, Parigi; segnalato nel 1962 Galleria Lorenzelli, Bergamo[3]
- San Francesco d'Assisi riceve le stimmate, (1460 - 1493),  tavola, cm 58 × 42, segnalato nel 1959 e nel 1962 Galleria Lorenzelli, Bergamo[4]
- Madonna con Bambino, san Pietro Martire e san Sebastiano, (1460-1493), tavola, cm 65 × 44, segnalato nel 1976 Mercato antiquario, Bergamo[5]
- Adorazione dei Magi, (1460 - 1493) tavola, cm 25 × 65.5, Pinacoteca Vaticana, Città del Vaticano[6]
- San Sebastiano, santa Caterina d'Alessandria e il profeta Daniele, San Giovanni Battista, san Bernardo di Chiaravalle e il profeta Eliseo, (1470  - 1480), tavola, cm 150 × 70 (ciascuno scomparto), ex Chiesa di S. Antonio Abate, Matelica; sacrestia della Chiesa dei SS. Valentino e Teresa, Matelica[7]
- San Francesco d'Assisi riceve le stimmate, (1470-1480), tavola, cm 122 × 65, ex Cattedrale di S. Flaviano, Recanati; Museo Diocesano, Recanati[8]
- San Ludovico di Tolosa, (1480 - 1490) scomparto di polittico, tavola cm 122 × 65, ex Cattedrale di S. Flaviano, Recanati; Museo Diocesano, Recanati[9]
- Madonna con Bambino in trono e angeli, San Benedetto, San Sebastiano, Cristo in pietà, Annunciazione, Episodi della vita di san Sebastiano, Santi (1477), Polittico, tavola, cm 265 × 220, ex sacrestia Cattedrale di S. Flaviano; Recanati, Museo Diocesano, Recanati[10]
- Madonna con bambino in trono e i santi Antonio Abate e Nicola da Bari (1480), ex chiesa di Santa Maria di Castelnuovo; Recanati; ex Collezione Palumbo, Roma; ex Asta Sotheby's 1981, Firenze; segnalato 2001 in Collezione Caltagirone, Roma[11][12]
- Madonna con Bambino, (1460 - 1493), tavola, segnalato nel 1498 in Collezione privata, Roma[13]
- San Sebastiano, (1460 - 1493) tavola, cm 100 × 50, Collezione Guzzardella[14]
- Assunzione di santa Maria Maddalena con quattro angeli, ubicazione ignota
- Affreschi nell'ex Oratorio di San Nicola da Tolentino nella chiesa di Sant'Agostino, Ancona, ulteriori notizie mancanti